# Pierre Noury (illustrateur)
Pour les articles homonymes, voir Noury.
Pierre Noury ( Besançon 25 juillet 1894) , (Versailles 26 janvier 1981) est  un peintre, graveur et écrivain d’art français.
Elève de Jean-Paul Laurens il suit les cours de l’Académie Julian.
Il a écrit et illustré de nombreux livres pour enfants dont «La Souris du “Soleil Royal”» mais aussi de nombreux classiques comme Mr Pickwick.
Il a dessiné de nombreuses affiches notamment pour les Troupes coloniales.